# Sekhemieb-Perenmaat
Sekhemieb-Perenmaat (fl. XXIX-XXVIII secolo a.C.) è stato un faraone appartenente II dinastia egizia.

## Biografia
Il suo nome non compare in alcuna delle liste reali (Abido, Saqqara, Canone Reale), compilate durante il Nuovo regno.
La sua esistenza è però attestata dal ritrovamento di alcuni sigilli a rullo e di stoviglie incise con il suo nome.
Su alcuni vasi ritrovati nei sotterranei della piramide a gradoni di Saqqara il nome di questo sovrano è seguito dall'epiteto In-Khaset (conquistatore dei paesi stranieri).
Secondo alcuni studiosi potrebbe, ad un certo punto del suo regno, aver modificato il proprio nome in Peribsen.

## Titolatura
| G5 |

| G5 |

| s | U36 | F34 | pr · n | mA | Aa11 · t |

| s | U36 | F34 | pr · n | mA | Aa11 · t |

| s | U36 | F34 | pr · n | mA | Aa11 · t |

| s | U36 | F34 | pr · n | mA | Aa11 · t |

| s | U36 | F34 | pr · n | mA | Aa11 · t |

| s | U36 | F34 | pr · n | mA | Aa11 · t |

| s | U36 | F34 | pr · n | mA | Aa11 · t |

| s | U36 | F34 | pr · n | mA | Aa11 · t |

| G16 |

| G16 |

| s | U36 | F34 | pr · n | mA | Aa11 · t |

| s | U36 | F34 | pr · n | mA | Aa11 · t |

| G8 |

| G8 |

|  |

| M23 · X1 | L2 · X1 |

| M23 · X1 | L2 · X1 |

|       |
| \| \| |
|       |
|       |

|  |

|       |
| \| \| |
|       |
|       |

|  |

| G39 | N5 |

| G39 | N5 |

|                   | \| \| \| Non ancora in uso \| \| \| |
|                   |                                     |
| Non ancora in uso |                                     |
|                   |                                     |

|                   |
| Non ancora in uso |
|                   |